# Tailândia nos Jogos Olímpicos de Inverno de 2018
A Tailândia participou dos Jogos Olímpicos de Inverno de 2018, realizados na cidade de Pyeongchang, na Coreia do Sul. 
Foi a quarta aparição do país em Olimpíadas de Inverno, sendo a segunda consecutiva. Esteve representado por quatro atletas que competiram em dois esportes, sendo esse o maior número de tailandeses a participar de uma única edição de Jogos Olímpicos de Inverno.

## Desempenho

### Esqui alpino
Feminino
| Atleta                   | Evento         | Descida 1 | Descida 2 | Total | Pos. |
| ------------------------ | -------------- | --------- | --------- | ----- | ---- |
| Alexia Arisarah Schenkel | Slalom         | DNF       | DNF       | DNF   | DNF  |
| Alexia Arisarah Schenkel | Slalom gigante | DNF       | DNF       | DNF   | DNF  |

Masculino
| Atleta       | Evento         | Descida 1 | Descida 2 | Total | Pos. |
| ------------ | -------------- | --------- | --------- | ----- | ---- |
| Nicola Zanon | Slalom         | DNS       | DNS       | DNS   | DNS  |
| Nicola Zanon | Slalom gigante | DNF       | DNF       | DNF   | DNF  |

### Esqui cross-country
Feminino
| Atleta          | Evento      | Final   | Final |
| Atleta          | Evento      | Tempo   | Pos.  |
| --------------- | ----------- | ------- | ----- |
| Karen Chanloung | 10 km livre | 32:30.2 | 82º   |

Masculino
| Atleta         | Evento                | Qualificatória | Qualificatória | Quartas     | Quartas     | Semifinal   | Semifinal   | Final       | Final       |
| Atleta         | Evento                | Tempo          | Pos.           | Tempo       | Pos.        | Tempo       | Pos.        | Tempo       | Pos.        |
| -------------- | --------------------- | -------------- | -------------- | ----------- | ----------- | ----------- | ----------- | ----------- | ----------- |
| Mark Chanloung | 15 km livre           |                |                |             |             |             |             | 38:40.8     | 79º         |
| Mark Chanloung | 50 km clássico        |                |                |             |             |             |             | LAP         | LAP         |
| Mark Chanloung | Velocidade individual | 3:26.12        | 57º            | Não avançou | Não avançou | Não avançou | Não avançou | Não avançou | Não avançou |

Legenda
| Recorde mundial      | Recorde mundial (World record)               |                       | Recorde africano                      | Recorde africano (African) |                                           | Q | Classificado por posição (Qualified) |
| Recorde olímpico     | Recorde olímpico (Olympic record)            | Recorde da América    | Recorde da América (Americas)         | q                          | Classificado por melhor tempo (Qualified) |   |                                      |
| Melhor marca do ano  | Melhor marca do ano (World leading)          | Recorde asiático      | Recorde asiático (Asian)              | DNS                        | Não largou (Did not start)                |   |                                      |
| Recorde nacional     | Recorde nacional (National record)           | Recorde europeu       | Recorde europeu (European)            | DNF                        | Não terminou (Did not finish)             |   |                                      |
| Recorde pessoal      | Recorde pessoal do atleta (Personal best)    | Recorde da Oceania    | Recorde da Oceania (Oceania)          | DSQ / DQ                   | Desclassificado (Disqualified)            |   |                                      |
| Recorde da temporada | Recorde da temporada do atleta (Season best) | Recorde sul-americano | Recorde sul-americano (South America) | NM                         | Sem marca (No mark)                       |   |                                      |